# さいたま市立大宮北高等学校
さいたま市立大宮北高等学校（さいたましりつ おおみやきたこうとうがっこう）は、埼玉県さいたま市北区にある市立高等学校。

## 概要
1956年創立で、さいたま市立の高校3校の中ではさいたま市立浦和高等学校に次ぎ2番目に開校した。
全日制課程で普通科、理数科を設置する。3学期制、50分・6時間授業（水曜日のみ7、8限という名目で特別活動がある）で、隔週で土曜日にも4時限の授業が行われる。2021年度新入生までは2年次からコース分けが行われていたが、2022年度新入生より普通科は2年次まで全員共通カリキュラムで、3年次よりコース分けが行われる。
ICT教育に力を入れており、2017年度入学生から全校生徒にタブレット端末（現在はiPad）を各生徒が全員購入となる。それとは別に理数科は、さいたま市からノートパソコン（パナソニック製のレッツノート）が無償貸与される。
生徒数は959名（男子580名、女子379名＝2022年度時点）。
2022年度学力検査（入試）から、数学と英語において学校選択問題が採用された。

## 年表
- 1956年（昭和31年）4月 - 埼玉県大宮市立高等学校として開校
- 1958年（昭和33年）7月 - 埼玉県大宮北高等学校と改称
- 1959年（昭和34年）8月 - 水泳プール、井戸、脱衣場等付属設備完成
- 1961年（昭和36年）3月 - 第1期体育館兼講堂建築落成
- 1977年（昭和52年）2月 - 当時の木造第二校舎から火災が発生し全焼。人的被害は発生しなかった。
- 1994年（平成6年）4月 - 大宮市立大宮北高等学校と改称
- 2001年（平成13年）5月 - さいたま市立大宮北高等学校と改称
- 2014年（平成26年）4月 - 理数科設置
- 2016年（平成28年）4月 - スーパーサイエンスハイスクール (SSH) 指定（2022年に再指定）
- 2022年（令和4年）4月 - 制服をユニクロのアイテムから選択可能になる（現行の制服も併売）

## 制服
1956年の創立以来、男子は黒色の詰襟、女子は紺色のブレザーを指定。
2021年度からは女子のスラックス着用が認可された。
2022年4月入学生からは、制服購入にかかる費用負担を減らすほか、2020年度の女子生徒からのスラックス着用希望の申し出を受けたことにより、既存制服と選択が可能な形でユニクロ製品を制服として新たに採用した。

## 校歌
校歌「花咲く未来」
1958年11月制定。作詞は神保光太郎、作曲は石渡日出夫。3番構成で、校名改称に際し制定された。当時の音楽教諭であった田尻明規が尽力したと伝えられている。
応援歌「紫紺の歌」
1960年制定。作詞は相沢鎮夫、作曲は田尻明規。正題は『埼玉県さいたま市立大宮北高等学校応援歌「紫紺の歌」』。生徒手帳に掲載があるものの、歌われていない。

## 校章
大宮北高校の校章は「りんどう」と呼ばれるデザインのもので、美術の邑田教諭の尽力で東京芸術大学の学生グループに制作を依頼した。そこで上がった数点の作品から職員・生徒会代表で選ばれたものがりんどうである。
開校した当時に周辺に咲いていたりんどうの花に由来するもので、花言葉「友情」と掛けている。

## 設備・施設
- 本館 - 鉄筋コンクリート5階建。職員室、校長室などに使用されている。
- 北校舎 - 本館の北側にある校舎。教室として使用されている。
- 西校舎 - 鉄筋コンクリート4階建。教室及び特別教室、部室として使用されている。
- 南校舎 - 理科室が集中していることから理科棟とも呼ばれる。家庭科系教室、理科系教室、視聴覚室、図書室、自習室、講義室がある。
- りんどう会館 - 食堂と講義室を兼ねたりんどうホールのほか、合宿所が設けられている。
- 重層体育館 - 2代目として1984年に竣工。1階には小アリーナ、柔道場、体育職員室、講義室が、2〜3階には大アリーナが、3階にはジムが備えられている。
- 部室棟 - 体育館の南側にある20室の部室棟で、主に運動部が使用している。2階建て。
- プール - 体育館の西側にある2代目のプール。以前は現在のりんどう会館の場所にあった。25ｍ×6レーン。
- 校庭 - 北側を西校舎、東側を本館に囲われる形で校庭がある。人工芝化はされていない。南側がサッカーコート、北側がハンドボールコートになっている。
- 野球場 - 学校敷地の南西に野球部専用の野球場がある。整備用の軽自動車が1台存在する。
- テニスコート - 学校敷地の南東にあるテニスコートは4面が全天候型のテニスコートとして整備されている。
- 絵画室 - 西校舎北側には別棟として絵画室がある。
- 時計塔 - 正門と本館の間にある広場に、時計塔が立っている。時計は3面に設置されており、現在も使用されている。

## 学校行事

### 体育祭
例年5月下旬から6月上旬ごろに体育祭が開催される。近年は文化祭と合わせて「北高祭」と呼ばれており、テーマも文化祭と共通のものになっている。

### 文化祭
例年8月下旬から9月上旬ごろに行われる。2日間開催されるのが通例。

### 修学旅行
例年9月から10月頃に行われる。2015年度からの旅行先は国際化の観点からシンガポール・マレーシアになっている（2021年度から2023年度までは新型コロナウイルス感染症の影響で長崎・福岡となった）。

## SSH事業
大宮北高校は2016年度に文部科学省のスーパーサイエンスハイスクール（SSH）指定校となった。2020年度に1期が終わり、2021年度は経過措置が取られたが、2022年度にSSH指定校に復帰し、様々な事業が行われている。なお、2期目の指定は2026年度まで。

### フィールドワーク・研究事業

#### SSH臨海フィールドワーク
千葉県館山市のお茶の水女子大学湾岸生物教育研究センターを拠点に、生物の採集や地層の観察を行うフィールドワークで、2017年ごろから毎年行われている。人気が高く、参加者は抽選で選ばれることとなる。

#### SSH秩父ジオパーク
旧称はSSH長瀞フィールドワークで、埼玉県長瀞町の埼玉県立自然の博物館を拠点に、水生生物の採集や土壌に住む生物の採集を行うもの。実施内容は年度によって異なり、気象状況などによって判断される。生徒は募集制。

#### SSH化石採集フィールドワーク
栃木県佐野市の佐野市葛生化石館を拠点に古代ペルム紀の化石の採集を行うもの。毎年秋ごろ開催され、他のフィールドワークと同じく応募多数の場合抽選となる。

#### SSH福島復興フィールドワーク
東日本大震災で大きな被害を受けた福島県浜通りや原発事故の影響を受けた地域に赴き、復興について考えるもの。現地の見学や伝承館の訪問、地元高校生との交流などを泊まりで行う。また、このフィールドを終点として、1年かけて「福島復興探究学」が行われ、こちらは早稲田大学の斎藤恭一教授らの講演や、事故後から現地を取材してきた大宮北高校数学教諭の講演なども行われる。

#### Hamadoori Reborn
上記プロジェクトに関連し、被災地の住民と生徒の連携により「持続可能な町おこし」の実現をめざすプロジェクトで、浜通り地域の8市町村と2年生8クラスがそれぞれペアとなる。2023年度、67期生よりスタートし、2026年度の70期生まで継続的に引き継いでいく予定。

#### 数理探究→STEAMS TIME
班ごとにテーマを設定し、1年生の1年間をかけて継続的に研究をする授業。旧学習指導要領の66期生（2021年度入学生）までは「数理探究」、67期生からは「STEAMS TIME」の名称で実施している。従来、情報の授業だった時間が充てられ、基礎的なパソコン操作などを学びながら研究を進める。良質な研究は課題研究発表会で披露される。

### 国際交流・外国語事業

#### SSHハワイサイエンス研修
ハワイ・オアフ島のハワイ大学海洋生物研究所やハワイ島のマウナケア自然保護区・ハワイ火山国立公園などで地質や生物の生態の研究が行われる。2022年度は5泊7日で実施され、9名の生徒の参加があった。

#### SSDE→GC4S
英語のディベートを通して英語の技能を向上させるもので、土曜日の放課後等に年10回ほど実施される。SSDEは「Super Science Debate in English」の略称。なお、2023年度からはさらに内容を広げた「GC4S」として実施されていて、こちらは「Global Communication for Science・SDGs・Society 5.0・Skills building」の略称となる。

#### BEST-CLaSS
大宮北高校でコミュニケーション英語や英語コミュニケーションの授業枠を利用して行われている独自の授業で、ネイティブの教師2人と基本的な会話スキルや表現を身につけることを目的としている。しばしば「BestClass」と誤記されるが、正式名称内の小文字はaのみで、これは名称を「Basic English Skills Training-Communicative Learning and Successful Strategies(基本的な英語スキルトレーニング：コミュニカティブラーニングと成功への戦略)」の頭文字から取ったことに由来している。

## 部活動

### 運動部
- 野球
- サッカー
- 陸上競技
- 男子ソフトテニス
- 女子ソフトテニス
- 男子バスケットボール - 1983年にインターハイに出場している。
- 女子バスケットボール
- 男子バレーボール
- 女子バレーボール
- 男子ハンドボール
- 女子ハンドボール
- 水泳 - 2008年と2009年にインターハイに出場している。
- カヌー - 埼玉県内に3つある高校カヌー部のうちの一つ。他には県立浦和高校と越谷東高校にある。2013年をはじめ過去10回以上全国大会に出場している。
- 卓球
- 空手道
- 剣道
- 男子バドミントン
- 女子バドミントン
- 硬式テニス - 2015年に部に昇格。
- ダンス - 2000年度に同好会として誕生。2018年度から部に昇格。「NO DOUBT」時代（2010年代）には全国大会に出場しており、2020年代に「REOLiSE」に改称してからも全国大会へ出場している。
- 柔道（休部中）

### 文化部
- 茶道
- 放送 - 略称はKBC（ケービーシー、Kitako Broadcasting Clubの略）。「KBC大宮北高校放送部」という表記がよく使用される。

主に体育館行事の運営等を担っている。
- 箏曲
- 美術 - 1994年に部員の作品が全国高校美術展の県代表作品に選出された。
- 吹奏楽 - 略称はOKWE（オーケーウィー、Ohmiya Kita Wind Engembleの略）
- 漫画研究
- 科学→サイエンス - 休部状態だった地学天文同好会と生物部が2010年度より「科学部」として再スタート。
  - 化学班
  - 生物班
  - 数学班
  - 物理班
  - 地学班 - 2018年3月に地学・生物班名義で書籍「三貫清水の植物100」を発行している[13]。2022年現在、活動休止中。
- 写真 - 2010年に高校写真選手権本選に出場している。
- ESS
- 演劇
- 軽音楽 - 2024年度に部に昇格。

### 同好会
- アジア文化研究（休部中） - 2007年5月に「何があったのか!?フィリピン・日本占領下－未来を創る　フィリピン・日本の高校生〜聞き書き調査と翻訳」を江藤善章と共著で発行している。なお江藤善章は当時大宮北高校の社会科教諭であった[14]。略称は「AVK」で、創立60周年時の名称は亜細亜研究会だった。

## 委員会
2023年現在、以下の委員会が存在する。
- 中央委員会 - 体育祭の審判、文化祭の受付、生徒総会の進行などを行う。
- 広報タブレット委員会 - タブレットについての話し合い、行事の際の近隣挨拶を行う。
- 体育委員会 - 球技大会の企画運営、体育祭の着順判定を行う。
- ならせと選考委員会 - 体育祭と文化祭でパフォーマンスを評価する。
- 選挙管理委員会 - 生徒会選挙の運営を行う。
- 保健委員会 - 保健だよりの作成を行う。
- 風紀委員会 - 駐輪点検を行う。
- 図書委員会 - 図書館のカウンター対応などを行う。

## マスコットキャラクター
2010年代に入り、マスコットキャラクターとして「とっきー」が誕生した。正門前にある時計塔をモチーフとしたキャラクターで、各所で活躍している。なお、「トッキー」「とっきぃ」などの表記揺れも見られる。

## メディア

### テレビ
- のびのびシティさいたま市（2015年8月16日、テレビ埼玉） - マギー審司が写真部と共演。さいたま市の広報番組。
- めざましテレビ（2016年5月12日、フジテレビ） - 伊野尾慧が来校。「イノ調」の企画で学校用品の値段を細田眞由美校長（当時）と事務室長と共に調べた。
- BACK TO SCHOOL!（2019年11月27日、フジテレビ） - 高橋みなみが来校。
- 有吉のお金発見 突撃!カネオくん（2020年1月18日、NHK総合） - 授業用ディスプレイについて。
- 一般人、全員笑わせたら勝ち!PIKOOON!（2021年1月1日、フジテレビ）[15] - チョコレートプラネット、かみちぃ（ジェラードン）、和田まんじゅう（ネルソンズ）が来校。
- めざまし8（2022年3月4日、フジテレビ）[16] - ユニクロ制服について。
- NHKニュースおはよう日本・関東甲信越（2022年3月18日、NHK総合）[17] - ユニクロ制服について。
- ニンゲン観察バラエティ モニタリング（2022年4月7日、TBSテレビ）[18][19] - 2022年3月14日収録。川口春奈、NAOTO、川崎鷹也、武知海青、浦川翔平が来校。
- news zero（2022年4月7日、日本テレビ）[20][21] - ユニクロ制服について。
- スッキリ（2022年4月8日、日本テレビ） - ユニクロ制服について。
- 首都圏情報 ネタドリ!（2022年4月22日、NHK総合） - ユニクロ制服について。
- 新しいカギ（2022年11月12日、フジテレビ）[22] - 2022年9月26日収録。番組内でのかくれんぼ企画。チョコレートプラネット、霜降り明星、ハナコの7名が来校。
- 有吉クイズ（2023年2月7日、テレビ朝日）[23] - 2022年12月1日収録。高校生のお悩み相談企画で出川哲郎、叶美香（叶姉妹）が来校。
- 千鳥かまいたちアワー（2023年3月11日、日本テレビ）[24] - 2023年2月7日収録。パンチングマシンを使用した企画「パンチ力NO.1決定戦」を校内で撮影。
- まだアプデしてないの？（2023年6月3日・10日、テレビ朝日）[25][26]- 2023年5月4日収録。高校生の悩みを共に解決する「逆転プロデュース」で、なにわ男子の7名が来校。番組では、母へのサプライズをしたい3年生と、体育祭の「ペアダン」で優勝したい3年生が登場した。

### ラジオ
- ～Society5.0～香格里拉（シャングリラ）（2021年6月13日、文化放送）[27] - 男子バスケットボール部取材。
- ～Society5.0～香格里拉（シャングリラ）（2021年6月20日、文化放送）[27] - 女子バスケットボール部取材。
- さいたま市未来くるFM放送局（2021年9月5日、REDSWAVE）[28] - 学校紹介[29]。
- 赤江珠緒たまむすび（2022年3月15日、TBSラジオ） - ユニクロ制服について。
- 森本毅郎・スタンバイ!（2022年3月30日、TBSラジオ）[30] - ユニクロ制服について。
- さいたま市未来くるFM放送局（2022年11月20日、REDSWAVE）[31] - 学校紹介。

### コマーシャル
- 味の素「勝ち飯 健康という希望を未来へ篇」（2021年） - 一部シーンの撮影地が大宮北高校。

### ウェブメディア
- さいたま市「さいたま市の歌「希望（ゆめ）のまち」ゆめダンス～ヒップホップバージョン」（2018年）[32] - ダンス部が振り付け・出演。
- さいたまブロンコス「第43回　大宮北高バスケ部とフリースロー対決してみた」（2021年）[33] - 先述の文化放送番組の連動企画。
- NHK NABE「【みんなで制服を考えてみた】ユニクロ制服、ネット上で賛否両論… その後どうなった？（NABEトピ）」(2022年)[34]
- コカ・コーラボトラーズジャパン/さいたま市「さいたま市TOKYO2020レガシームービー～東京2020オリンピック聖火リレーセレブレーションさいたま市立大宮北高等学校編～」（2022年）[35]

### イベント
- ミズノ「ミズノ部活応援宣言」（2018年9月26日） - ミズノの関連企画で井上苑子が来校。

## 著名な出身者
- 大澤玲美 - モデル。
- 鈴木碧斗 - 陸上選手、2020年東京オリンピック出場。
- 近田和生 - 俳優。

## アクセス
- JR高崎線宮原駅 徒歩15分
- JR川越線日進駅 徒歩25分
- 東武バスウエスト「北高入口」停留所